# Station Mørdrup
Station Mørdrup is een spoorweghalte in Mørdrup in de Deense gemeente Helsingør. De halte werd geopend in 1934. Mørdrup wordt bediend door treinen van de lijn Hillerød - Snekkersten - Helsingør (de Lille Nord), die sinds 2015 geëxploiteerd wordt door het particuliere fusiebedrijf Lokaltog A/S.